# Tylicz (grupa poetycka)
Tylicz – polska grupa poetycka działająca w Krakowie w latach 1969–1976.
Nazwa grupy zaczerpnięta została od nazwy miejscowości Tylicz na Sądecczyźnie, z którego to regionu pochodziła większość członków grupy. Grupa nawiązywała do wcześniejszej grupy poetyckiej Muszyna. Założyciel Muszyny, Jerzy Harasymowicz, opiekował się grupą Tylicz, zaś jedną z rozważanych nazwa była „Muszyna II”.
Członkami grupy Tylicz byli Jerzy Gizella, Andrzej K. Torbus, Andrzej Warzecha, Franciszek Brataniec, Wiesław Kolarz i Adam Ziemianin. W niektórych publikacjach i spotkaniach grupy brał udział także Józef Baran, aczkolwiek formalnie nie był członkiem grupy.
Grupa nie ogłosiła formalnego programu poetyckiego. Początkowo warsztatowo była bliska tradycyjnej poezji skamandrytów, a także Konstantego Ildefonsa Gałczyńskiego i Jerzego Harasymowicza. W twórczości autorów obecne były także motywy regionalistyczne. Artystycznie i światopoglądowo pozostawała w opozycji do krakowskiej nowofalowej grupy „Teraz”.